# Thank You Very Much
Thank You Very Much è un singolo della cantante polacca Margaret, pubblicato il 21 febbraio 2013 su etichetta discografiche Magic Records. Il brano è stato scritto da Thomas Karlsson e Joakim Buddee e prodotto da Ant Whiting.
Thank You Very Much ha raggiunto il ventiduesimo posto in classifica in Italia ed è entrata in classifica anche in Germania, in Austria, in Polonia e in Russia.

## Il video
Il video musicale, per la regia di Chris Piliero, è stato reso disponibile sul canale ufficiale YouTube di Margaret nel febbraio 2013. Il video è stato girato a Los Angeles. Nel video Margaret si ritrova alla festa di compleanno del padre dove tutti gli invitati, genitori compresi, sono nudi come mamma li ha fatti. Poco dopo l'uscita, il video, che ha contribuito al successo della clip, è stato bloccato.

## Successo commerciale
Il brano ha raggiunto la 22ª posizione della Top Singoli. Il singolo ha raggiunto la 2ª posizione della Classifica Airplay polacca – Novità. Nelle classifica annuale di fine anno, stilata sempre da ZPAV, risulta essere il 3° brano più scaricato in Polonia nel 2013.
Thank You Very Much ha entrata in classifica anche in Germania, in Austria e in Russia.

## Tracce
Download digitale
1. Thank You Very Much (UK Radio Version) – 3:10
2. Thank You Very Much – 3:09

CD single
1. Thank You Very Much (Radio Edit) – 3:10
2. Thank You Very Much (Single Edit) – 3:09
3. Thank You Very Much (Extended Version) – 4:21

## Classifiche
| Classifica (2016) | Posizione massima |
| ----------------- | ----------------- |
| Austria           | 38                |
| Germania          | 41                |
| Italia            | 22                |
| Polonia           | 2                 |
| Russia            | 127               |